# Centro Deportivo Olmedo

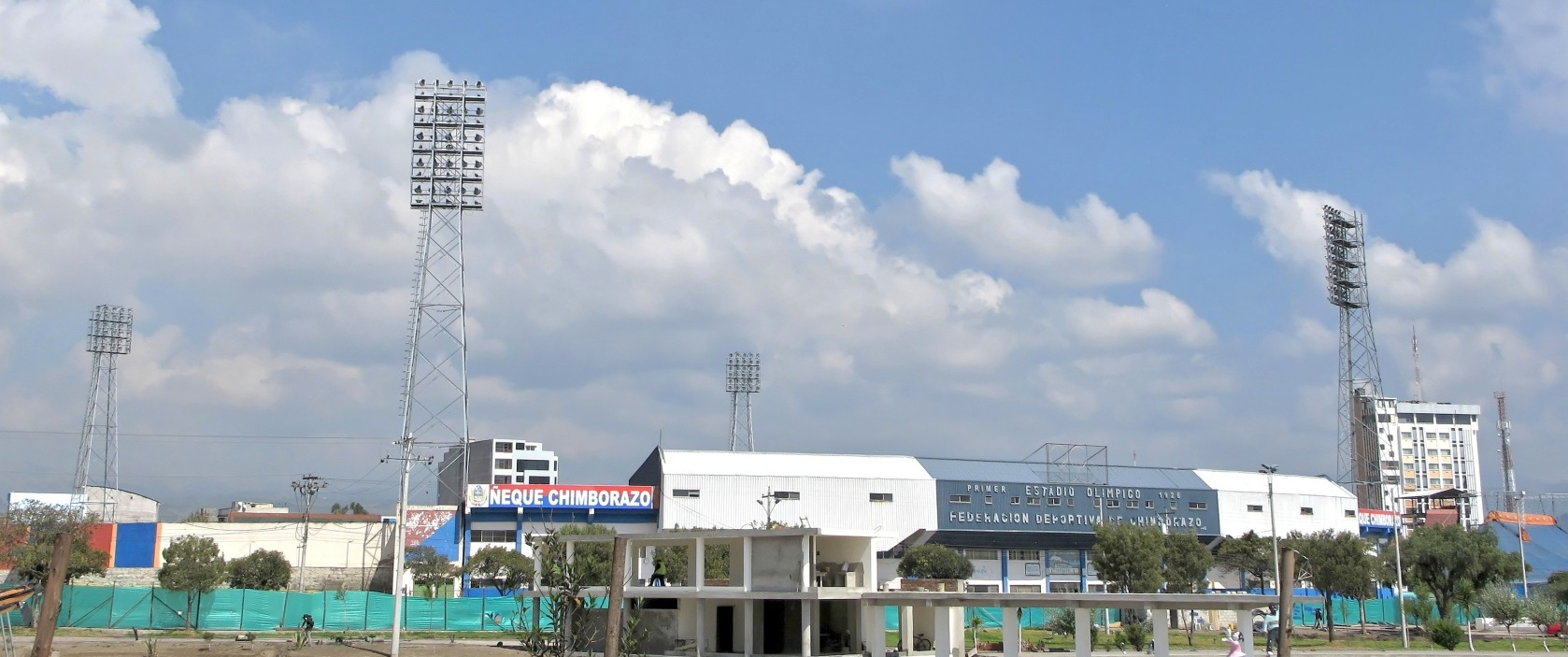
Estadio Olímpico de Riobamba

Centro Deportivo Olmedo je ekvádorský fotbalový klub z města Riobamba. Byl založen v roce 1919. K roku 2016 působí v ekvádorské druhé lize Serie B.
Svá domácí utkání hraje na stadionu Estadio Olímpico de Riobamba s kapacitou cca 19 000 míst.

## Úspěchy
- 1× vítěz ekvádorské Serie A (2000)[3]